# Edmund Wilczkiewicz
Edmund Wilczkiewicz (ur. 14 listopada 1891 w Krakowie, zm. 5 kwietnia 1946 tamże) – polski geodeta, profesor Politechniki Lwowskiej, porucznik artylerii Wojska Polskiego, kawaler Orderu Virtuti Militari.

## Życiorys
Od 1910 studiował na Wydziale Inżynierii Politechniki Wiedeńskiej, a od 1913 na Wydziale Inżynierii Lądowej i Wodnej Politechniki Lwowskiej. W marcu 1915 został zmobilizowany do armii austriackiej i walczył do końca I wojny światowej na froncie włoskim. Po powrocie do Polski, w 1918, służył w stopniu porucznika w Wojsku Polskim i brał udział w wojnie polsko-bolszewickiej w szeregach 1 pułku artylerii górskiej. Po demobilizacji dokończył przerwane wojną studia, uzyskując w 1922 dyplom inżyniera mierniczego. Karierę naukową rozpoczął od Politechniki Lwowskiej jako asystent, a od listopada 1923 jako adiunkt w Katedrze Miernictwa I Politechniki Lwowskiej.
W listopadzie 1927 wyjechał jako stypendysta na zagraniczne studia z zakresu fotogrametrii. W 1932 uzyskał stopień doktora nauk technicznych, a w kwietniu 1937 został docentem. W październiku tego samego roku został profesorem nadzwyczajnym i jednocześnie kierownikiem Katedry Miernictwa II Politechniki Lwowskiej (po śmierci prof. Władysława Wojtana). W dwudziestoleciu międzywojennym był członkiem Polskiego Towarzystwa Politechnicznego we Lwowie
II wojnę światową spędził we Lwowie: do 1941 był kierownikiem Katedry Budowy Przyrządów Geodezyjnych i Fotogrametrii, a w latach 1942–1944 wykładał miernictwo na niemieckich Państwowych Kursach Zawodowych, a następnie rok pracował w Lwowskim Instytucie Politechnicznym. W 1945, w ramach przymusowych wysiedleń Polaków ze Lwowa, trafił do Krakowa, rozpoczynając pracę na Akademii Górniczej (AG). Został dziekanem Wydziału Inżynierii AG i objął katedrę miernictwa. Oprócz pracy dydaktycznej prowadził jednocześnie prace badawcze i konstrukcyjne nad urządzeniami do wykonywania geodezyjnych zdjęć lotniczych: zaprojektował m.in. nowy typ aeroprojektora i kamerę aerofotogrametryczną.
Autor pierwszego w Polsce podręcznika do fotogrametrii Zasady zdjęć fotogrametrycznych (1930).
Zmarł 5 kwietnia 1946 w Krakowie. Pochowany na cmentarzu Rakowickim (kwatera JD-zach-3).

## Ordery i odznaczenia
- Krzyż Srebrny Orderu Wojskowego Virtuti Militari (1921)[1]

- Złoty Krzyż Zasługi (11 listopada 1936)[5]